# Le Bain turc (Vallotton)
Pour les articles homonymes, voir Le Bain turc.
Le Bain turc est un tableau réalisé par le peintre franco-suisse Félix Vallotton en 1907. Cette huile sur toile représente des baigneuses. Elle est conservée au musée d'Art et d'Histoire de Genève, à Genève.